# Gottfried Achenwall
Gottfried Achenwall (født 20. oktober 1719 i Elbing, død 1. maj 1772 i Göttingen) var en tysk statistiker.
Achenwall, fra 1748 professor i Göttingen, var en af datidens mest indflydelsesrige lærere i natur- og folkeret samt statistik og var den første, der brugte betegnelsen "statistik" om denne videnskab, som han søgte at udsondre som en særlig disciplin fra beslægtede videnskaber. Hans hovedværk Staatsverfassung der heutigen vornehmsten europäischen Reiche und Völker (1749) har nu kun rent historisk betydning.